# Cepagatti
Cepagatti é uma comuna italiana da região dos Abruzos, província de Pescara, com cerca de 9.093 habitantes. Estende-se por uma área de 30 km², tendo uma densidade populacional de 303 hab/km². Faz fronteira com Chieti (CH), Pianella, Rosciano, San Giovanni Teatino (CH), Spoltore.

## Demografia
| Variação demográfica do município entre 1861 e 2011                               |
|                                                                                   |
| Fonte: Istituto Nazionale di Statistica (ISTAT) - Elaboração gráfica da Wikipedia |